# Площадь Генерала Григоренко
Пло́щадь Генера́ла Григоре́нко — площадь в Галицком районе города Львова. Расположена на пересечении улиц: Гнатюка, Костюшко, Листопадового чина, Гребёнки и Менцинского.

## Названия

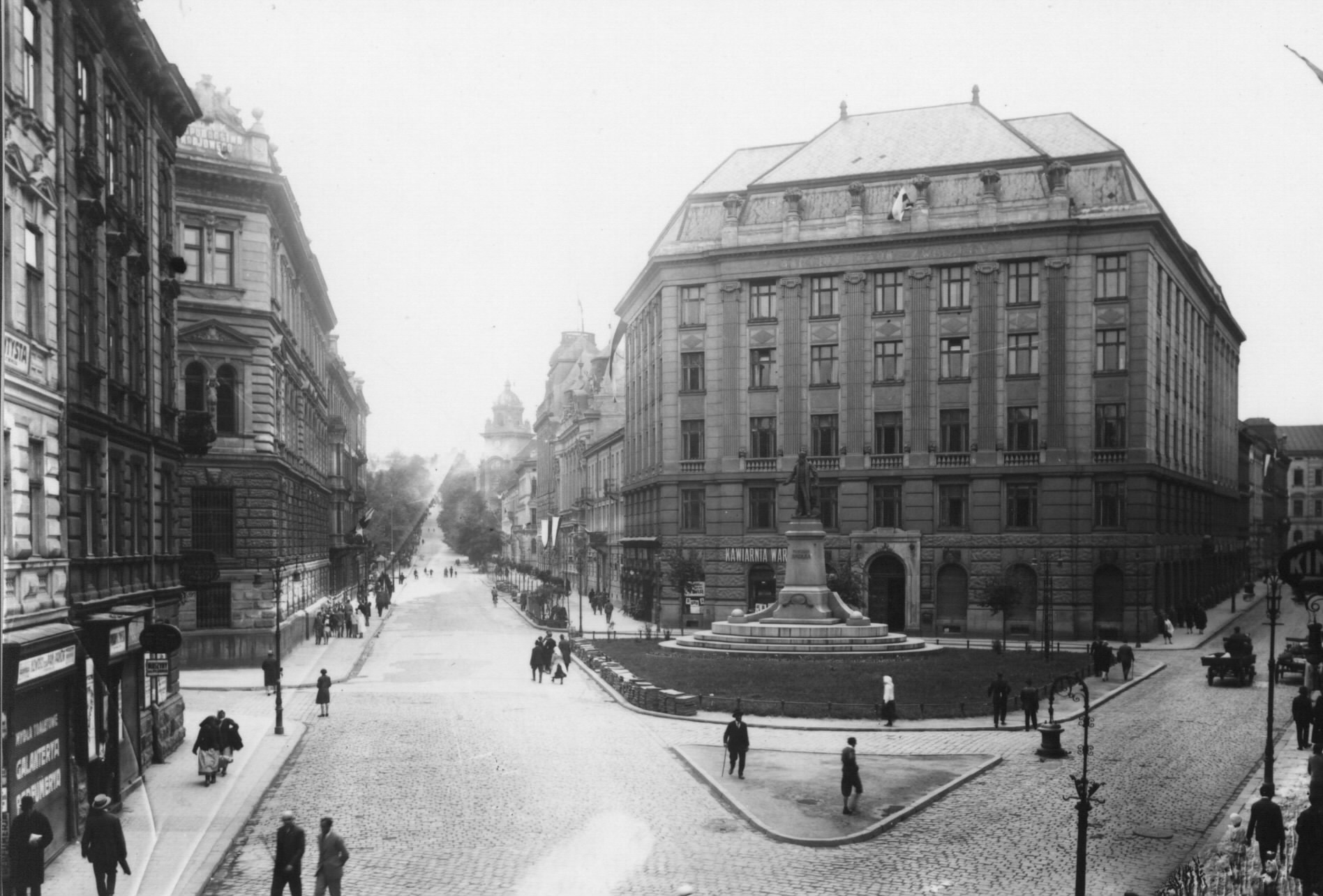
Площадь Смолки, 1939 год

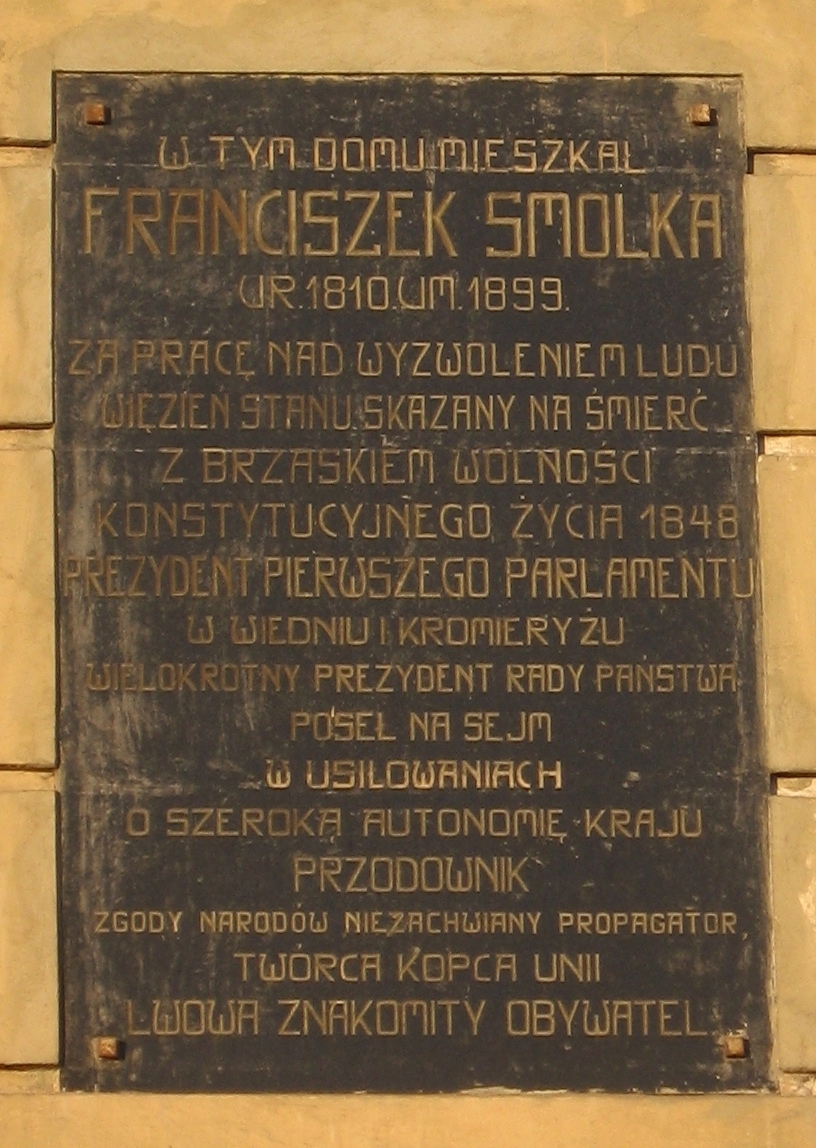
Мемориальная доска Францишеку Смолке на площади, носившей его имя в 1885—1946 годах

Памятник «Защитникам украинской государственности»

- Старейшее название — Иезуитская площадь (plac Jezuicki),
- 1871 — часть Ягеллонской улицы,
- 1885—1940 — площадь Ф. Смолки — в честь польского общественного деятеля, юриста, председателя парламента Австро-Венгрии и инициатора создания кургана Люблинской унии на Высоком Замке Францишка Смольки, который жил в доме № 4 (не сохранился, на его месте выстроено новое здание в 1906 году).
- 1940—1941 — площадь 17 сентября,
- 1941—1944 — Smolkiplatz,
- 1944—1946 — площадь Смолки,
- 1946—1993 — площадь Победы,
- С 1993 — площадь Григоренко в честь советского генерала-правозащитника Петра Григоренко.

## Памятники
В 1913—1946 годах на площади стоял памятник Ф. Смолке (скульптор Т. Блотницкий), который убрали в 1946 году. На его месте в 1999 установлена статуя Георгия Победоносца в память о защитниках украинской государственности — погибших милиционерах (скульпторы А. и В. Сухорские, архитектор А. Ярема).

## Здания
- № 1 — жилой дом австрийского периода.
- На углу ул. Костюшко и площади Григоренко, 2 — здание главного корпуса института физкультуры. Ранее в этом здании находился Краевой банк (архитектор — Ю. Цыбульский, скульптор А. Попель, сооружался 1895—1903 годах). В интерьере дома примечателен неоренессансный скульптурный декор.
- № 3 неоклассическое здание Главного управления Национальной полиции во Львовской области, построенное в 1911 году (архитектор — Альфред Захаревич). Раньше здесь находился Акционерный кооперативный банк. В межвоенные времена здесь знаходился различные государственные учреждения, а также популярная кофейня «Варшава».
- № 4 построен в модернистском стиле в 1906 году. Раньше здесь располагался Торговый дом Я. Строменгера (архитектор — Тадеуш Обминский).
- № 5 — самое новое здание на площади Григоренко, было сооружено в 1912 году (архитектор Ю. Пьонтковский) в стиле модернизированного барокко. Ранее в этом доме был пассаж Грюнер с кинотеатром «Марысенька» (в советские времена — «Пионер»), в котором ныне расположен Львовский духовный театр «Воскресение».